# Муса I
Манса Муса (на арабски: مانسا موسى‎‎), познат и като Кута Муса, е десетият и най-известният манса (цар), на Малийската империя. Произлиза от династията Кейта. Възкачва се на трона през 1307 и царува над двадесет години, въпреки че точната дата на смъртта му е неизвестна. Когато започва управлението си, Малийската империя се състои от територии, първоначално принадлежали на империя Гана.
Остава известен със справедливото си управление, което разширява значително границите на Мали. Под неговото ръководство империята става една от най-богатите по онова време. Той е определян като най-богатия човек в човешката история, със състояние, превишаващо в съвременно изражение 400 милиарда щатски долара.

## Номенклатура
Муса бил познат с много названия, като най-известни са Манса Муса, често използвано в западната литература. Срещани са и Kankou Musa, Kankan Musa или Kanku Musa, което буквално значи „Муса, син на Kankou“.

## Потекло и възкачване на трона
Всичко, което се знае за царете на Малийската империя, е благодарение на записките на арабските учени, пътували и живели по тези земи, като Ибн Халдун, Ибн Батута.
Чрез своя хадж на 14-ата година от управлението си Манса Муса привлича видни мюсюлмански мислители, учени и творци в империята си, благодарение на които Мали навлиза в период на значителен културен подем. Тогавашната столица Ниани става един от най-големите градове в Африка със своите 1 000 000 души население. Като цяло Малийската империя се превръща в държава с предимно градско население, като градовете на нейна територия стават близо 400. Добивът и търговията със злато достигат такива размери, че в крайна сметка то се обезценява драстично и става най-обикновена стока. Управлението на Манса Муса се характеризира и със строежа на много джамии и университети.
Запомнен е и със своята щедрост и влечение към изкуствата.